# 夜叉ヶ池 (映画)
『夜叉ヶ池』（やしゃがいけ）は、松竹製作・配給の日本映画。1979年制作。

## 概要
泉鏡花の戯曲『夜叉ヶ池』を映画化したファンタジー映画。監督は篠田正浩。女形の坂東玉三郎がヒロインと夜叉ヶ池の主・白雪姫の二役を演じた。
劇場公開後、テレビ朝日系の「ゴールデンワイド劇場」で1回放送（1981年11月2日放送）されただけで、それ以降一部の権利者がソフト化を拒否する等、権利関係の調整ができず、DVD発売等の二次利用の見通しは立っていない封印作品となっていた。2020年に篠田と坂東が再会、現代を生きる人々に観てもらいたいという思いが一致したことで、2人の全面協力による監修のもと音や映像のきめ細やかな修復作業を何度となく行い、4Kデジタルリマスター版が完成、2021年3月にCSの衛星劇場で篠田の生誕90年を記念しての2K放送を皮切りに、今夏に篠田監督特集上映として東京・ユーロスペースでジャパンプレミア上映されることが決定した。その後、全国で順次公開を予定しているほか、同時期にはブルーレイが発売される予定である。
松竹は本作の特撮のために2億円の予算を投じ、東映の矢島信男率いる特撮研究所のスタッフを招いた。矢島にとって松竹大船撮影所は古巣でもあり、監督の篠田とも気心が知れていたという。クライマックスとなる洪水シーンでは、かつて自らも参加した『忘れえぬ慕情』の長崎台風襲撃シーンのような特撮映像を作りたいと、第8ステージに1基20トンの水タンクを2基も設置して洪水シーンを撮影するなど、大掛かりな装置が用いられた。
ハワイやブラジルのイグアスの滝など海外でのロケも行われた。

## スタッフ
- 監督：篠田正浩
- 製作：杉崎重美、富沢幸男、中川完治
- 脚本：田村孟、三村晴彦
- 撮影：小杉正雄、坂本典隆
- 音楽：冨田勲
  - 使用曲
クロード・ドビュッシー：『沈める寺』、『雪の上の足跡』（以上、『前奏曲』より）、『ゴリウォーグのケークウォーク』（『子供の領分』より）
モデスト・ムソルグスキー：『禿山の一夜』、『展覧会の絵』
※冨田のシンセサイザー演奏による。
- 美術：粟津潔、朝倉摂、横山豊
- 特撮監督：矢島信男

## キャスト
- 百合・白雪姫：坂東玉三郎（二役）
- 萩原晃：加藤剛
- 山沢学円：山﨑努
- 湯尾峠の万年姥：丹阿弥谷津子
- 鯉七：井川比佐志
- 蟹五郎：常田富士男
- 木の芽峠の山椿：石井めぐみ
- 十三塚の骨：阿藤海
- 影法師・鐘つき弥太兵衛：浜村純（二役）
- 鯖江太郎：古田正志
- 虎杖の入道：佐藤和男
- 鯰入：三木のり平
- 与十：山谷初男
- 与十の女房：高山真樹
- 与十の娘：西願由美
- 鹿見宅膳：南原宏治
- 権藤管八：安部徹
- 斎田初雄：矢崎滋
- 村の女：小林トシ江
- 老婆：田中筆子
- 畑上嘉伝次：金井大
- 伝吉：唐十郎
- 小烏風呂助：大前均
- 穴隈鉱蔵：金田龍之介

その他、下馬二五七、十貫寺梅軒、不破万作、坂東守若、小田草之助、岡本忠幸、葛城佑、沖秀一、篠原靖夫